# Гай (юрист)
Гай (лат. Gaius; II век) — один из наиболее влиятельных римских юристов, живший во времена правления Адриана, Антонина Пия, Луция Вера и Марка Аврелия. Принадлежал к сабинианской «школе». Император Валентиниан III признал его мнения, наряду с суждениями Папиниана, Ульпиана, Модестина и Павла, источником римского права, которым надлежало пользоваться судьям при вынесении решений.
Гай составил комментарий к Законам двенадцати таблиц (лат. Libri VI ad legem duodecim tabularum), трактат из двух частей о преторском праве (лат. Ad edictum urbicum, Ad edictum provinciale), «Институции» (лат. Institutiones — «наставления»), 15 книг комментариев к закону Юлия и Папия (лат. Libri XV ad legem Iuliam et Papiam), замечания к «Ius civile» Квинта Муция Сцеволы (лат. Libri ex Quinto Mucio) и учебник «Семь книг повседневных дел» (лат. VII libri rerum cottidianum). В Средние века «Институции» Гая были известны только по их изложению у Боэция и в «Бревиарии» Алариха. Подлинный текст был обнаружен Б. Г. Нибуром в 1816 году в веронской библиотеке под сочинением св. Иеронима. Впервые «Институции» были изданы И. Гёшеном в 1820 году.

## Личная жизнь
Точные даты рождения и смерти Гая неизвестны, однако предполагается, что он жил в промежутке между 116 и 180 годами. Он идентифицировал себя как римлянина, тем не менее, из его полного имени известен всего лишь преномен — Гай (Gaius). Крупный немецкий учёный Теодор Моммзен предположил, что такое своеобразное употребление имени произошло под влиянием греческой культуры, в которой было нормально употребление исключительно личного имени. Г. Дернбург считал, что это объясняется тёплыми отношениями между Гаем и его учениками; Георг Фридрих Пухта выдвинул гипотезу о том, что употребление одного лишь преномена объясняется низким происхождением Гая. Мерклин считал, что остальные части имени просто забылись, так как при цитировании работ юриста использовался только преномен. Гурлянд склонен согласиться с Моммзеном и Дернбургом, поскольку Гай преподавал римское право не римлянам, а грекам.
О семейной жизни выдающегося правоведа ничего неизвестно. Гай не занимал какой-либо государственной должности и не был практикующим юристом. Согласно Т. Моммзену, жил, скорее всего, в Трое, но тот же Г. Дернбург, Крюгер и некоторые другие исследователи предполагают, что Гай жил в самом Риме.

## Институции Гая

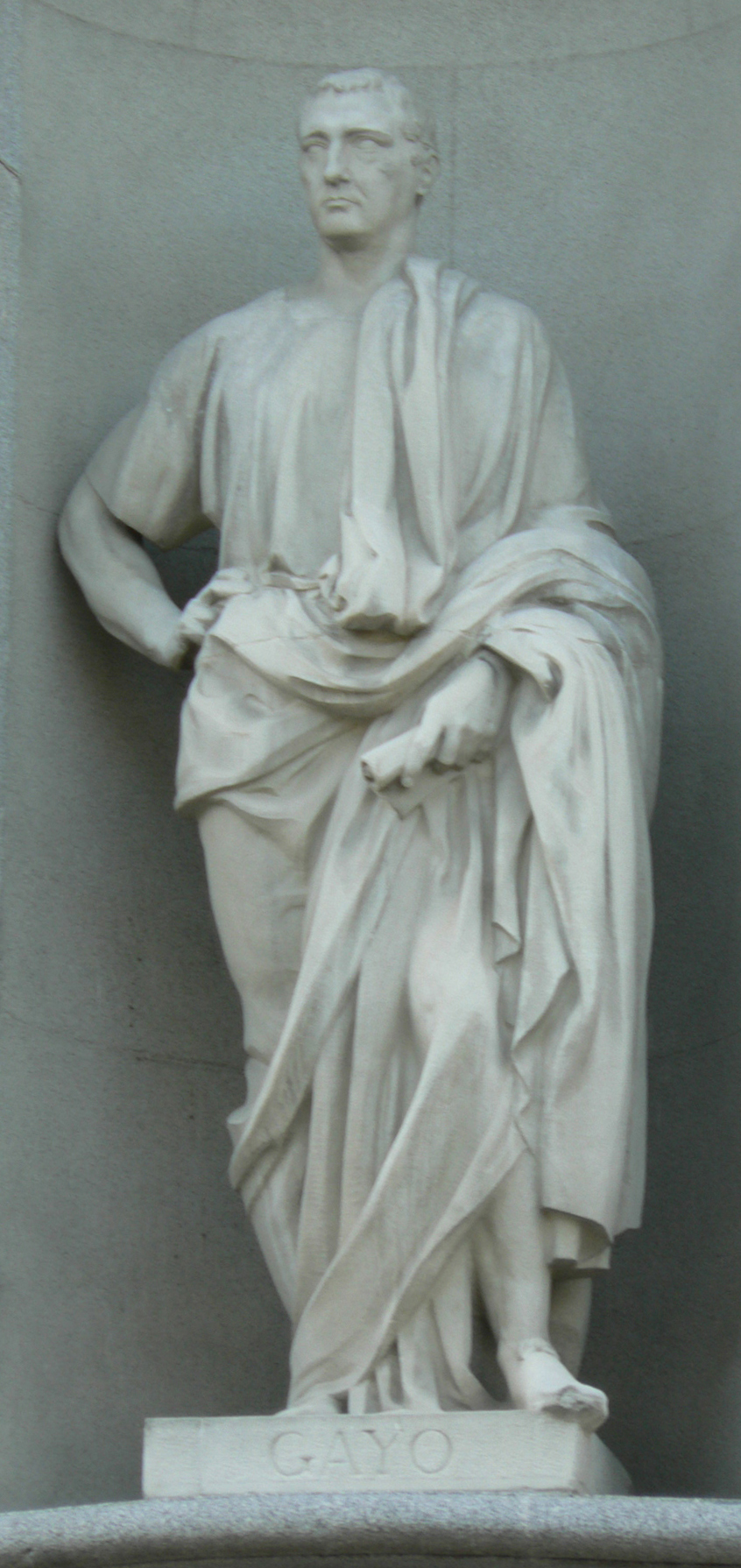
Статуя в здании Верховного суда Испании

Институции представляют собой систематическое изложение всего римского частного права, как цивильного, так и преторского. По мнению Покровского, сквозной идеей всех книг Институций служит принцип «Omne autem jus, quo utimur, vel ad personas pertinet vel ad res vel ad actiones» («Ведь все право, которым мы пользуемся, относится либо к лицам, либо к вещам, либо к искам»).
В первой книге приводятся положения о свободных и рабах, о свободнорожденных и вольноотпущенниках и т. д. Она начинается с общих сведений о праве. Указываются различия между правом цивильным и правом народов. Перечисляются все источники римского частного права. Основная масса текста посвящена правовому положению людей, в частности, свободных, латинов, перегринов и рабов. Уделяется внимание делению в праве лиц на самовластных и подвластных, а также различиям в правовом положении подвластных лиц. Рассматриваются три вида частной власти — potestas, manus и mancipium. Разбираются правовые институты брака, отцовской власти, опеки и попечительства.
Во второй и третьей книгах говорится о различных видах вещей, о сделках вещного оборота, о наследовании и обязательствах. Рассматриваются такие категории вещей как res mancipi и res nec mancipi. Даются характеристики основных терминов, обозначавших собственность — dominium и proprietas. Сообщаются данные о так называемой «бонитарной собственности» и о duplex dominium. Говорится также о сервитутах и possessio. Изложение наследственного права начинается с наследования по завещанию (ex testamento). Последовательно описываются порядок цивильного завещания и преторского bonotum possessio, правила подназначения наследника (субституции) и необходимого наследования, завещательные отказы (легатов и фидеокомиссов), а также порядок наследования по закону. Именно здесь окончательно сформировано Гаем представление об агнатическом родстве. Далее Гаем осуществлен обзор положений об обязательствах (лат. obligatione). Он делит их по источникам: обязательства из контрактов и из деликтов. Здесь же — юридическая характеристика контрактов по четырём группам: реальным, вербальным, литтеральным и консенсуальным. Конец третьей книги посвящён обязательствам из деликтов: воровства, повреждения и уничтожения вещей по закону Аквилия.
В четвёртой книге рассматриваются виды исков (лат. actio), подробно описываются юридические средства защиты в гражданском процессе. Содержатся сведения о легисакционном процессе и о процессе per formula. Описываются всевозможные иски, используемые в процессе, в том числе известные виндикационный и негаторный, а также сведения об эксцепциях и интердиктах.
Институции Гая — единственный памятник полной древнеримской научной системы права и драгоценный источник сведений о состоянии римского права на ранних ступенях его развития.
Для римских юридических школ учебник Гая «Институции» служил образцовым пособием при изучении права: систематичность, краткость, ясность и точность изложения, сопровождаемого в трудных местах многочисленными пояснениями в виде примеров из судебной практики, чистота латинского языка и обилие исторических сведений — вот отличительные качества этого учебника. Система Гая, отличающаяся простотой и удобством в распределении материала, до распространения пандектной системы господствовала в изложении права в континентальной Европе (во Франции господствует до сих пор).
На Институции ссылаются многие юристы эпохи поздней Римской империи: Боэций, Присциан и др. Институции используются в «Сопоставлении законов Моисеевых и римских» (лат. Collatio legum Mosaicarum et Romanarum), в бревиарии вестготского короля Алариха (лат. Lex Romana Visigothorum). Гаевы Институции послужили образцом и главным источником для составленного, по приказанию Юстиниана, официального учебника того же имени, вошедшего в Corpus juris civilis, причём многие пассажи из сочинения Гая были повторены дословно.

## Переводы
- Институции Гая. / Текст и пер. Ф. Дыдынского. Варшава, 1892. XL, 540 стр.
- Законы XII таблиц. Институции Гая. / Пер. Ф. Дыдынского. Дигесты Юстиниана. (Серия «Памятники римского права»). М.: Зерцало. 1997. 608 стр.
- В серии «Collection Budé»: Gaius. Institutes. Texte établi et traduit par J. Reinach. XIX, 380 p.

## Исследования
- Гурлянд И. Я. Римский юрист Гай и его сочинения. Ярославль, 1894. 153 стр.